# Dušan Čkrebić
Dušan Čkrebić (in cirillico: Душан Чкребић?; Niš, 7 agosto 1927 – Belgrado, 8 aprile 2022) è stato un politico jugoslavo, poi serbo.

## Biografia
Čkrebić fu primo ministro, presidente dell'assemblea e presidente della Serbia quando era una repubblica costituente della Repubblica Socialista Federale di Jugoslavia.  Fu anche mbro della Lega dei Comunisti di Jugoslavia e presidente della sua filiale serba la Lega dei Comunisti di Serbia.